# Michael Krumm
Michael Krumm (Reutlingen, Alemania, 19 de marzo de 1970) es un piloto de automovilismo alemán. Ha obtenido dos títulos en el Campeonato Japonés de Gran Turismos 1997 y 2003, y uno en el Campeonato Mundial de GT1 2011. Asimismo, resultó subcampeón en la Fórmula Nippon 2000, y tercero en el Campeonato Japonés de Turismos 1996. Por otra parte, llegó tercero absoluto en las 24 Horas de Le Mans 2003, quinto absoluto en 1998, y tercero en su clase en 2013.

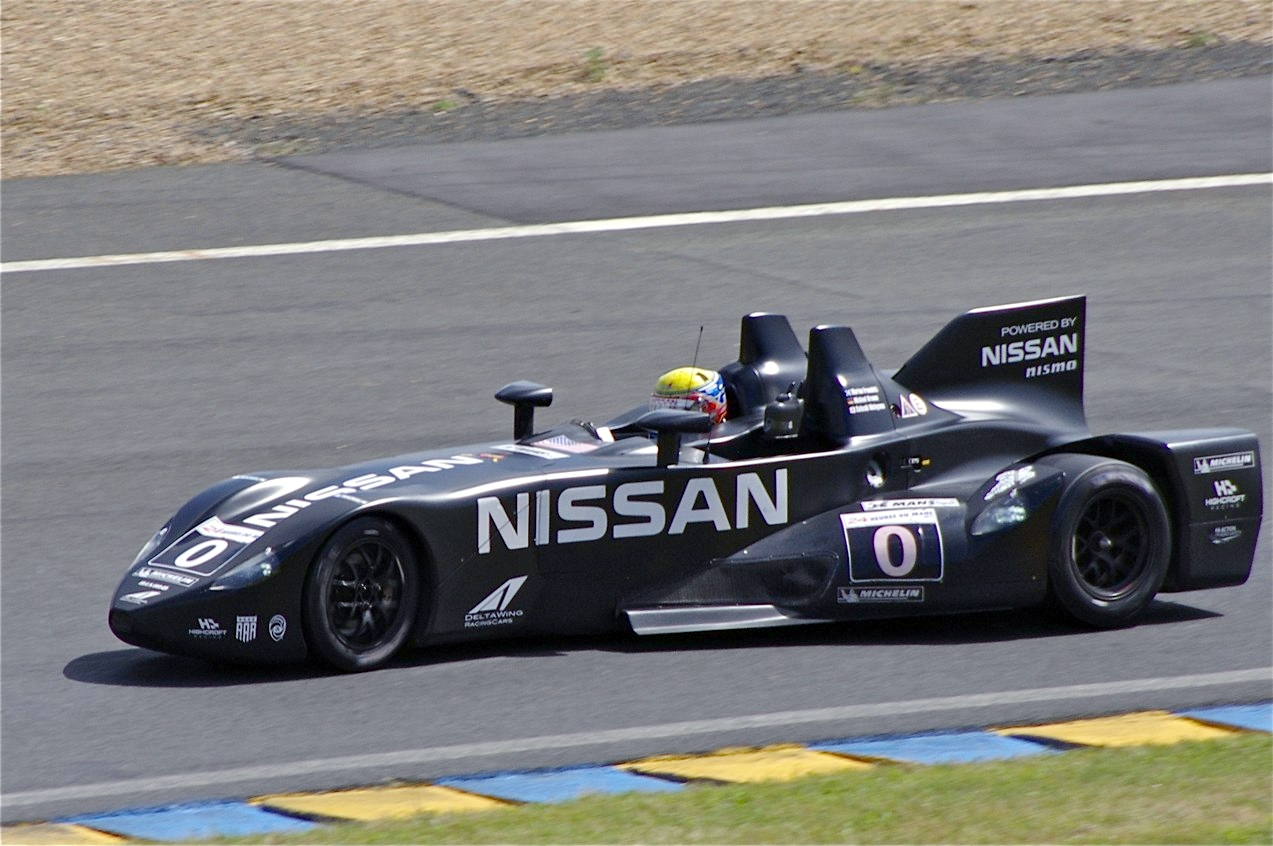
Michael Krumm pilotando el Nissan DeltaWing en las 24 Horas de Le Mans 2012

Krumm fue piloto de Toyota entre 1994 y 1997, y de Nissan a partir de 1998. Desde 2001, está casado con la tenista Kimiko Date-Krumm.

## Inicios
Krumm compitió por primera vez en karting en 1984. En 1988 pasó a correr en monoplazas, resultando quinto en la Fórmula Ford Alemana, tras lo cual obtuvo el título en 1989. En 1990 pasó a la Fórmula Opel Lotus, obteniendo el título alemán y resultando quinto en la Copa de las Naciones. Siguió en dicha categoría en 1991, resultando séptimo en el campeonato europeo y segundo en la Copa de las Naciones.
El piloto disputó la Fórmula 3 Alemana en 1992, donde terminó sexto, además de llegar cuarto en el Masters de Fórmula 3 en Zandvoort. En 1993 obtuvo el cuarto puesto en la Fórmula 3 Alemana por detrás de Jos Verstappen, Max Angelelli y Sascha Maassen, tras conseguir cuatro triunfos y 11 podios en 20 carreras. A su vez, ganó dos veces en la Fórmula 3 Italiana, y llegó tercero en el Masters de Zandvoort y sexto en el Gran Premio de Macao de Fórmula 3.

## Toyota (1994-1997)
El alemán corrió nuevamente en la Fórmula 3 en 1994, pero en este caso en la Fórmula 3 Japonesa con el equipo Tom's Toyota. Allí ganó seis carreras de diez, y obtuvo el título ante Masami Kageyama y Shinji Nakano. Además, llegó sexto en el Gran Premio de Macao y sexto en el Gran Premio de Mónaco de Fórmula 3. Por otra parte, disputó las tres fechas finales del Campeonato Japonés de Turismos (JTCC) con un Toyota Corona de Object T, y las tres finales de la Fórmula 3000 Japonesa con Dome.
Krumm se convirtió en piloto titular de Tom's en el automovilismo japonés en 1995. En el Campeonato Japonés de Turismos logró una victoria, un segundo puesto y dos cuartos en 16 carreras, y se ubicó octavo en el campeonato de pilotos. En el Campeonato Japonés de Gran Turismos (JGTC) obtuvo una victoria junto a Masanori Sekiya al volante de un Toyota Supra, y quedó quinto en la tabla general. En cambio, no logró puntos en la renombrada Fórmula Nippon como piloto de Stellar.
En 1996, el alemán resultó tercero en el JTCC con un Toyota Corona de Tom's, con un saldo de una victoria, cinco podios y nueve top 5 en 14 carreras. En tanto, terminó 14º en la Fórmula Nippon con el equipo Stellar, tras lograr un cuarto puesto y un sexto en diez carreras.
El piloto siguió con Toyota en el JTCC 1997, donde resultó décimo con un triunfo y un cuarto puesto como mejores resultados. Por su parte, obtuvo el título en el JGTC con Tom's Toyota, logrando dos triunfos y cuatro podios en seis carreras junto a Pedro de la Rosa. Por último, consiguió un único punto en cinco apariciones en la Fórmula Nippon.

## Nissan (1998-presente)
El piloto volvió a Alemania en 1998, y disputó el Campeonato Alemán de Superturismos con un Nissan Primera oficial. Obtuvo un segundo lugar, dos cuartos y cuatro sextos en 20 carreras, culminando el año en la novena colocación. También debutó en las 24 Horas de Le Mans con un Nissan R390 oficial junto a Franck Lagorce y John Nielsen, llegando quinto absoluto.
De vuelta en Japón, Krumm se unió al equipo Nismo del Campeonato Japonés de Gran Turismos. Sumó dos podios en las seis carreras de 1999, y quedó sexto en la tabla de posiciones. En tanto, obtuvo dos podios y cinco resultados puntuables en la Fórmula Nippon con 5Zigen, por lo que se ubicó quinto en el campeonato. En tanto, disputó nuevamente las 24 Horas de Le Mans con un Nissan R391 oficial acompañado de Satoshi Motoyama y Érik Comas, donde abandonó.
El alemán consiguió un podio en el JGTC 2000 junto a Ukyō Katayama con Nissan, acabando en la octava colocación final. Además, resultó subcampeón de la Fórmula Nippon, al obtener cinco podios en diez carreras, por detrás de Toranosuke Takagi y sus ocho triunfos.
En 2001 consiguió una victoria y otro podio con su Nissan Skyline oficial de Nismo, quedando así noveno en la tabla de posiciones junto a Tetsuya Tanaka. También obtuvo dos podios y seis resultados puntuables en la Fórmula Nippon con 5Zigen, ubicándose en la séptima posición final. Además, disputó dos fechas de la CART con el equipo Dale Coyne.
Krumm sumó dos podios en el JGTC 2002 con Nismo, por lo que terminó 12º en el campeonato. Sólo disputó dos carreras de la Fórmula Nippon, en este caso con el equipo Impul. Por otra parte, corrió las 24 Horas de Le Mans con un Audi R8 LMP oficial, resultando tercero absoluto junto a Marco Werner y Philipp Peter.
El piloto dejó de correr en la Fórmula Nippon en 2003, y con 33 años se dedicó a competir en el Campeonato Japonés de Gran Turismos. Obtuvo cuatro podios en ocho carreras, lo que le bastó para obtener el título junto a Satoshi Motoyama.
En 2004, el alemán obtuvo un triunfo en el JGTC junto a Masami Kageyama al volante del nuevo Nissan 350Z, terminando en la novena colocación. En 2005 sumó dos podios con Nismo en el renovado Super GT Japonés, repitiendo el noveno puesto de campeonato. En tanto, disputó tres carreras de resistencia con un Dallara-Nissan del equipo Rollcentre, abandonando en las 12 Horas de Sebring, los 1000 km de Spa-Francorchamps, y las 24 Horas de Le Mans.
Krumm obtuvo cuatro podios en el Super GT Japonés 2006 con su Nissan 350Z de Nismo, por lo que terminó cuarto en la tabla general. En 2007 obtuvo tres podios y el quinto puesto final junto a Tsugio Matsuda. En tanto, volvió a la Fórmula Nippon con el equipo Impul Toyota, donde terminó décimo sin podios. En 2008 corrió solamente en el Super GT Japonés, terminando séptimo con dos podios y cinco top 5 junto a Masataka Yanagida.
El alemán dejó de competir regularmente en el Super GT Japonés en 2009, apareciendo únicamente en los 700 km de Suzuka junto a Motoyama en el equipo Nismo. En cambio, disputó cuatro fechas del Campeonato FIA GT con el nuevo Nissan GT-R de la clase GT1 junto a Darren Turner en el equipo oficial Nismo. Por otra parte, corrió en los 1000 km de Cataluña de la Le Mans Series con un Audi R10 TDI de Kolles, llegando a meta retrasado.
En 2010, participó en el Campeonato Mundial de GT1 con el Nissan GT-R, acompañando a Peter Dumbreck en el equipo Sumo Power GT. Logró una victoria y cinco podios en 20 carreras, por lo que resultó 11º en el campeonato de pilotos y sexto en el de equipos. También corrió en las 24 Horas de Nürburgring con un Nissan 370Z GT4.
Krumm siguió con Nissan en el Campeonato Mundial de GT1 2011, en este caso junto a Lucas Luhr en el equipo JRM. Cosechó cuatro triunfos y nueve podios, por lo que consiguió el título de pilotos.
El alemán volvió al equipo Nismo del Super GT Japonés en 2012. Al volante de un Nissan GT-R, obtuvo un tercer puesto y tres top 5, quedando así en octavo puesto de campeonato junto a Motoyama. También disputó las 24 Horas de Le Mans con el Nissan DeltaWing acompañado de Motoyama y Marino Franchitti, donde abandonó, y las 24 Horas de Dubái con un Nissan GT-R GT3 de JRM, donde llegó retrasado.
En 2013, Krumm pasó al equipo Kondo Nissan del Super GT Japonés, donde pilotó junto a Hironobu Yasuda. Se ubicó 13º en el campeonato, obteniendo como mejore resultado un quinto puesto. También llegó tercero en la clase LMP2 de las 24 Horas de Le Mans con un Zytek-Nissan del equipo Greaves junto a Lucas Ordóñez y Jann Mardenborough, y participó en las 24 Horas de Nürburgring con un Nissan GT-R GT3 del equipo Schulze.
En el año 2014, consiguió un nuevo tiempo récord para el nuevo Nissan GTR Nismo en el circuito de Nurburgring Nordschleife con un tiempo de 7:08.68.